# Paguristes syrtensis
Paguristes syrtensis is een tienpotigensoort uit de familie van de Diogenidae. De wetenschappelijke naam van de soort is voor het eerst geldig gepubliceerd in 1971 door de Saint Laurent.